# Repubblica del Congo
La Repubblica del Congo (nota anche come Congo-Brazzaville o ex Congo francese; in francese: République du Congo; in kituba: Repubilika ya Kongo; in lingala: Republiki ya Kongó) è uno Stato dell'Africa centrale e un'ex-colonia francese. Dal 1969 al 1992 fu denominata Repubblica Popolare del Congo.
La capitale è Brazzaville.
Confina a nord con il Camerun e la Repubblica Centrafricana, a est e a sud con la Repubblica Democratica del Congo, a sud per un breve tratto con l'exclave angolana di Cabinda, a sud-ovest si affaccia sul Golfo di Guinea e a ovest confina con il Gabon.
La Repubblica del Congo è una repubblica semipresidenziale; l'attuale presidente è il generale Denis Sassou Nguesso, al potere dal 1979 salvo il periodo 1992-97. La lingua ufficiale è il francese.

## Storia

### L'età moderna e la colonizzazione europea
I primi abitanti della regione furono delle popolazioni pigmee che si costituirono in domini locali, quali ad esempio il Regno di Anziku. I contatti con le popolazioni europee ebbero inizio nel XV secolo e riguardarono il commercio di schiavi. Intorno al 1883 la regione entrò a far parte della sfera di influenza francese; l'area era contesa tra l'esploratore italiano Pietro Savorgnan di Brazzà e gli emissari del sovrano belga che mirava al controllo del bacino del Congo. La Conferenza di Berlino del 1885 assegnò al Belgio lo Stato Libero del Congo mentre l'area a ovest dei fiumi Congo e Ubangi divenne un protettorato francese. Negli anni precedenti infatti erano stati stipulati contratti di protezione fra la Francia e i regnanti locali.
Nel 1891 la regione fu dichiarata colonia con il nome di Congo Francese e nel 1910, in seguito alla riorganizzazione delle colonie francesi, fu inclusa nell'AEF, Africa Equatoriale Francese (Afrique Équatoriale Française che comprendeva l'area degli attuali stati del Gabon, Ciad, Repubblica Centrafricana e Repubblica del Congo) di cui Brazzaville (così chiamata in memoria del già citato Pietro Savorgnan di Brazzà) divenne capitale. Lo sviluppo economico nel corso dei primi 50 anni di dominio coloniale in Congo si incentrò sull'estrazione di risorse naturali da parte di compagnie private.

### La seconda guerra mondiale
Dal 1924 al 1934 fu costruita la ferrovia da Brazzaville al porto di Pointe-Noire; dopo la sconfitta francese nel 1940 l'amministrazione coloniale si unì alla Francia Libera di cui Brazzaville divenne capitale simbolica, anche se una parte rimase fedele al Governo di Vichy. La Conferenza di Brazzaville del 1944 annunciò una serie di riforme della politica coloniale garantendo la cittadinanza francese alla popolazione, il decentramento di alcuni poteri, l'abolizione dei lavori forzati e l'elezione di assemblee locali.

### L'indipendenza
Nel 1958 la colonia fu divisa nei quattro stati attuali e il 28 novembre dello stesso anno la regione del Congo francese divenne la Repubblica del Congo, dichiarata indipendente il 15 agosto 1960.
Il primo presidente fu Fulbert Youlou, ex-prete cattolico il cui mandato fu caratterizzato da un periodo di intensi disordini etnici e politici.

### Il colpo di Stato del 1968
Nell'agosto del 1963 fu deposto e dopo un breve periodo di governo militare divenne presidente Alphonse Massemba-Débat. Il 10 gennaio 1966 fu fondato il partito Mouvement National de la Révolution (MNR) che, secondo il suo stesso statuto, era il principale organo dello stato. Il 23 giugno l'esercito venne rinominato in esercito popolare e nel 1968, con un colpo di Stato, Massamba-Debat venne deposto e fu sostituito alla presidenza da Alfred Raoul.
Il 31 dicembre dello stesso anno venne nominato presidente il maggiore Marien Ngouabi che trasformò il paese in una repubblica popolare politicamente sostenuta dall'Unione Sovietica, cambiò il nome del paese in Repubblica popolare del Congo, dichiarandolo il primo stato marxista-leninista dell'Africa. Rimase in carica fino al suo assassinio, avvenuto il 18 marzo 1977.
Nell'aprile del 1977 divenne presidente Joachim Yhombi-Opango che rimase in carica fino a febbraio del 1979. Nel 1979, dopo un torbido periodo, il potere al vertice del partito unico, il Partito Congolese del Lavoro, (PCT) e dello stato fu assunto dal Generale Denis Sassou Nguesso. Questi promosse una politica di stampo nettamente marxista-leninista.
Dopo il 1989, in seguito al collasso dell'Unione Sovietica e alla cessazione della guerra fredda, Sassou-Nguesso iniziò una politica di riforme del sistema politico, portando l'ex Congo Francese al multipartitismo; modificò inoltre la sua politica economica ed estera in senso filo-capitalistico.

### Le elezioni del 1992 e la guerra civile
Nel 1992 Sassou-Nguesso fu sconfitto alle elezioni presidenziali da un suo vecchio rivale, Pascal Lissouba, che ridiede al Paese la denominazione di Repubblica del Congo.
La crisi fra le due fazioni proseguì fino a giungere al conflitto armato nel 1997, poco prima delle previste elezioni presidenziali. Lo scontro fu vinto nel giro di qualche mese dall'esperto generale Sassou-Nguesso, che ricevette anche l'appoggio dell'esercito dell'Angola, e in ottobre tornò a coprire la massima carica dello stato. La seconda fase del lungo governo di Sassou-Nguesso, iniziata nel 1997, è caratterizzata da una ristrutturazione totale delle vecchie istituzioni partitiche e statali.
Il sistema rimane fortemente autoritario, caratterizzato non più ideologicamente bensì personalisticamente, tanto che anche la bandiera e gli emblemi statali sono stati modificati e si è diffuso un certo culto della personalità. Dal punto di vista politico si è perseguito l'allineamento con la Francia e gli stati afro-portoghesi.

### Gli ultimi anni
Una nuova costituzione, approvata con il referendum nel gennaio 2002, concesse al presidente nuovi poteri, prolungò il suo mandato a sette anni e introdusse una nuova assemblea bicamerale. Gli osservatori internazionali hanno contestato l'organizzazione delle elezioni presidenziali e del referendum costituzionale, entrambi elementi che ricordavano l'organizzazione tipica dell'era del Congo dello stato monopartitico.
A seguito delle elezioni presidenziali, sono iniziati i combattimenti nella regione del Pool tra forze governative e ribelli guidati dal pastore Ntumi; un trattato di pace per porre fine al conflitto è stato firmato nell'aprile 2003.
Sassou ha anche vinto le seguenti elezioni presidenziali nel luglio 2009. Nel marzo 2015 Sassou ha annunciato di voler candidarsi per un ulteriore mandato e con un referendum costituzionale in ottobre una modifica della costituzione gli ha permesso di correre durante le elezioni presidenziali del 2016, vincendo le elezioni, ritenute da molti fraudolente. Dopo violente proteste nella capitale, Sassou attaccò la regione del Pool, dove un tempo si basavano i ribelli della guerra civile. Ciò ha portato a una ripresa dei combattimenti contro l'esercito nell'aprile 2016, portando 80.000 persone a fuggire dalle loro case. Nel dicembre 2017 è stato firmato un accordo di cessate il fuoco. Nel 2021, Denis Sassou Nguesso è stato rieletto Presidente della Repubblica del Congo con una percentuale significativa dei voti. La Repubblica del Congo ha anche dovuto affrontare problemi legati alla sicurezza, con episodi di violenza e tensioni in alcune regioni. La situazione economica è stata influenzata dalle fluttuazioni dei prezzi del petrolio, una delle principali risorse del paese.

## Geografia
La Repubblica del Congo si trova nella parte centro-occidentale dell'Africa subsahariana, a cavallo dell'Equatore. A sud e a est ha come confini naturali il Congo e un suo affluente, l'Ubangi sulla riva opposta del quale si trova la Repubblica Democratica del Congo, a ovest si affaccia sull'Oceano Atlantico (Golfo di Guinea).

### Morfologia
Il paese è ricoperto per il 65% da foreste pluviali, che forniscono specie pregiate di legname da esportazione. Per il resto, le pianure caratterizzano la costa atlantica fino alle montagne Mayumbe, mentre la parte settentrionale del paese è occupata da un vasto altopiano solcato da numerosi affluenti del fiume Congo che scorre lungo il confine dello stato. Il clima è sempre caldo e umido, con le temperature medie annuali che nella capitale Brazzaville si aggirano attorno ai 25-26 gradi privilegiando il secondo dato e nelle aree che si affacciano sull'oceano atlantico si caratterizzano per scarto contenuto (di 5-7 gradi) tra minima e massima giornaliera. La "stagione secca" è più prolungata nei pressi delle montagne Mayumbe al confine sud.

### Idrografia
Gran parte del paese fa parte del bacino idrografico del Congo a eccezione dell’area costiera che appartiene al bacino del Kouilou e che è separata dal bacino del Congo dai rilievi della zona Cabinda. Le acque giungono al Congo tramite diversi fiumi che attraversano il paese come il Sangha, il Likouala e l’Alima.

### Clima
Il clima è equatoriale o "subequatoriale" soprattutto ai confini Sud, evidentemente piovoso da gennaio a maggio e con un tasso medio elevatissimo di umidità rispetto alla media annuale delle temperature che si aggira tra i 26 e i 27 gradi. Non ci sono stagioni (piogge-secca) precise in nessuna zona del paese; solo ai confini Sud vi è un buon periodo più stabilmente soleggiato ma mai completamente affidabile; in genere nella Repubblica del Congo e in tutti i Paesi equatoriali giornate soleggiate e piovose si alternano ma spesso presentano entrambe le caratteristiche.

## Popolazione

### Demografia
La popolazione stimata (2017) è pari a 5.125.821 persone così suddivise:
- 0-14 anni: 44% (maschi 864,407/femmine 853,728)
- 15-64 anni: 50% (maschi 930,390/femmine 945,545)
- 65 anni e oltre: 6% (maschi 44,430/femmine 63,814)

Gran parte della popolazione si concentra nella parte sud-occidentale del paese, mentre l'area settentrionale, dominata dalla foresta tropicale, è pressoché disabitata. Il Congo è uno degli stati più urbanizzati del continente africano: circa l'85% della popolazione si concentra infatti in poche aree urbane (Brazzaville, Pointe-Noire, e i piccoli villaggi situati sulla ferrovia Chemin de fer Congo-Océan che collega le due città).

### Etnie
La popolazione è suddivisa all'incirca nelle seguenti etnie: congo 40,5%, teke 16,9%, m'bochi 13,1%, punu 4,3%, sangha 5,6%, maka 1,3%, pigmei 1,6%, duma 1,5%, mbere/mbeti/kele 4,4%, stranieri 8,2%, ubanguiani 1,6%, altri 1%.

### Religione
Le religioni ufficiali riconosciute dallo Stato sono il cristianesimo e l'animismo tradizionale, praticati rispettivamente da circa il 50% e il 48% della popolazione. I musulmani sono il 2% (principalmente lavoratori stranieri).

### Lingue
Lingua ufficiale è il francese e due lingue: bantu kituba (conosciuto anche come kikongo ya leta, una lingua creola basata sul kikongo) e lingala sono riconosciute lingue nazionali. Lingue pigmee e altre lingue bantu fra cui il kikongo e il téké sono anche parlate.

## Ordinamento dello Stato

### Istituzioni
La Repubblica del Congo è una repubblica presidenziale, con forte caratterizzazione in senso autoritario. In base alla nuova Costituzione del 2002, il presidente ha poteri praticamente illimitati e si avvale di una serie di istituzioni: il Parlamento (bicamerale: il Senato, 66 membri esimi non elettivi; l'Assemblea, 153 membri eletti nei partiti riconosciuti o sulla base di candidature individuali); la Commissione nazionale per i diritti umani, che prevede un'impostazione etica del governo sulla base del diritto francese e delle consuetudini locali; il Consiglio superiore per la libertà d'informazione, che controlla lo sviluppo del giornalismo; e i consigli tecnici specifici riguardanti altri settori. Nel 2016 è stata ripristinata la carica di Primo ministro, che era stata abolita nel 2009.

### Suddivisione amministrativa

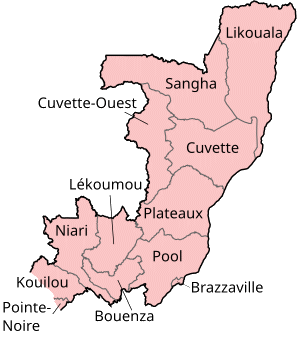

Lo stato si divide in 12 dipartimenti (départements):
- Bouenza (capoluogo Madingou)
- Cuvette (capoluogo Owando)
- Cuvette-Ouest (capoluogo Ewo)
- Kouilou (capoluogo Loango)
- Lékoumou (capoluogo Sibiti)
- Likouala (capoluogo Impfondo)
- Niari (capoluogo Dolisie)
- Plateaux (capoluogo Djambala)
- Pool (capoluogo Kinkala)
- Sangha (capoluogo Ouésso)
- Brazzaville (comune)
- Pointe-Noire (comune)

I 10 dipartimenti veri e propri sono suddivisi in distretti, mentre Brazzaville e Pointe-Noire, comuni equiparati a distretti, sono suddivisi in arrondissement come del resto altri quattro comuni autonomi, ma inseriti nei distretti: Dolisie, Mossendjo, Nkayi e Ouésso.

### Città principali
- Brazzaville
- Pointe-Noire
- Dolisie
- Nkayi
- Owando
- Ouésso
- Makoua
- Impfondo
- Boundji

## Istruzione

### Università
Intitolata al Presidente della Repubblica del Congo Marien Ngouabi, nel 1971 venne creata l'Università Marien Ngouabi, come Università di Brazzaville.

## Economia

### Settore primario
I principali prodotti agricoli provengono dalle piantagioni di: arachidi, ananas, canna da zucchero, banane e soprattutto manioca. Dall'ingente patrimonio forestale sono ricavati legnami per la costruzione e legnami pregiati (caucciù). Negli ultimi 10 anni, l'agricoltura congolese è cresciuta di produttività del 30%. La pesca non riveste grande importanza, come neanche l'allevamento.

### Settore secondario

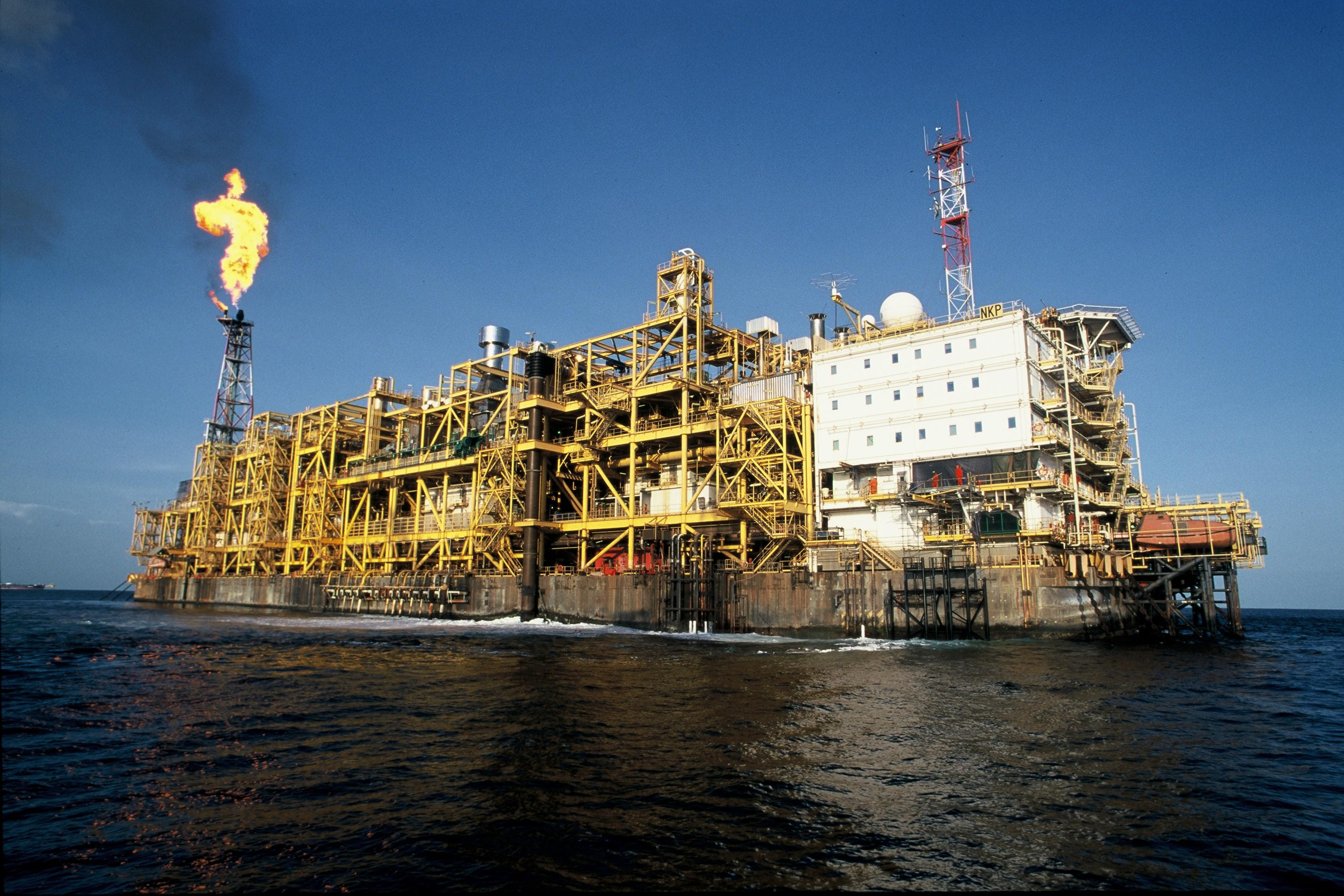
Piattaforma petrolifera, N'Kossa.

Gli importanti giacimenti di petrolio sono la principale fonte dell'esportazione, e il paese ne è fortemente influenzato, infatti, a causa del ribasso dei prezzi del petrolio a causa della crisi, nel biennio 2008-2009 la crescita economica è rallentata.
Sono presenti ingenti giacimenti di sabbie bituminose non sfruttate nell'entroterra della costa atlantica congolese. L'inizio dell'estrazione, in partnership con l'Eni, era prevista per il 2012.L'estrazione vera e propria iniziò soltanto nel 2015 nel sito di Nené Marine dopo soli 16 mesi dalla scoperta esplorativa del sito. Nel 2022 è stato siglato l'accordo sempre con l'Eni per aumentare l'export di gas. Sempre tramite accordi con l'Eni nel 2023 si è avviata la produzione di gas naturale dal progetto offshore Congo LNG, attraverso l’impianto galleggiante Tango FLNG. Sono inoltre presenti giacimenti di oro e diamanti. L'industria è limitata, esistono stabilimenti petrolchimici, alimentari, manifatturieri e tessili.

### Settore terziario
Molto utilizzato il fiume Congo come mezzo di trasporto fluviale, anche a causa della scarsità di strade. Nel 2010, con finanziamenti cinesi è entrata in funzione la centrale idroelettrica di Imbolou.
Nel 2011 è entrata in funzione la centrale termo elettrica (nº 2 turbogas da 250 MW) con finanziamenti Eni e altri partner.
La sanità non è molto efficiente (0,1 medici ogni mille abitanti) ma è comunque migliore di quella di altri paesi africani. Il paese spende circa l'1,8 % del PIL per l'istruzione, gli analfabeti sono circa il 14% dei congolesi.

## Ambiente

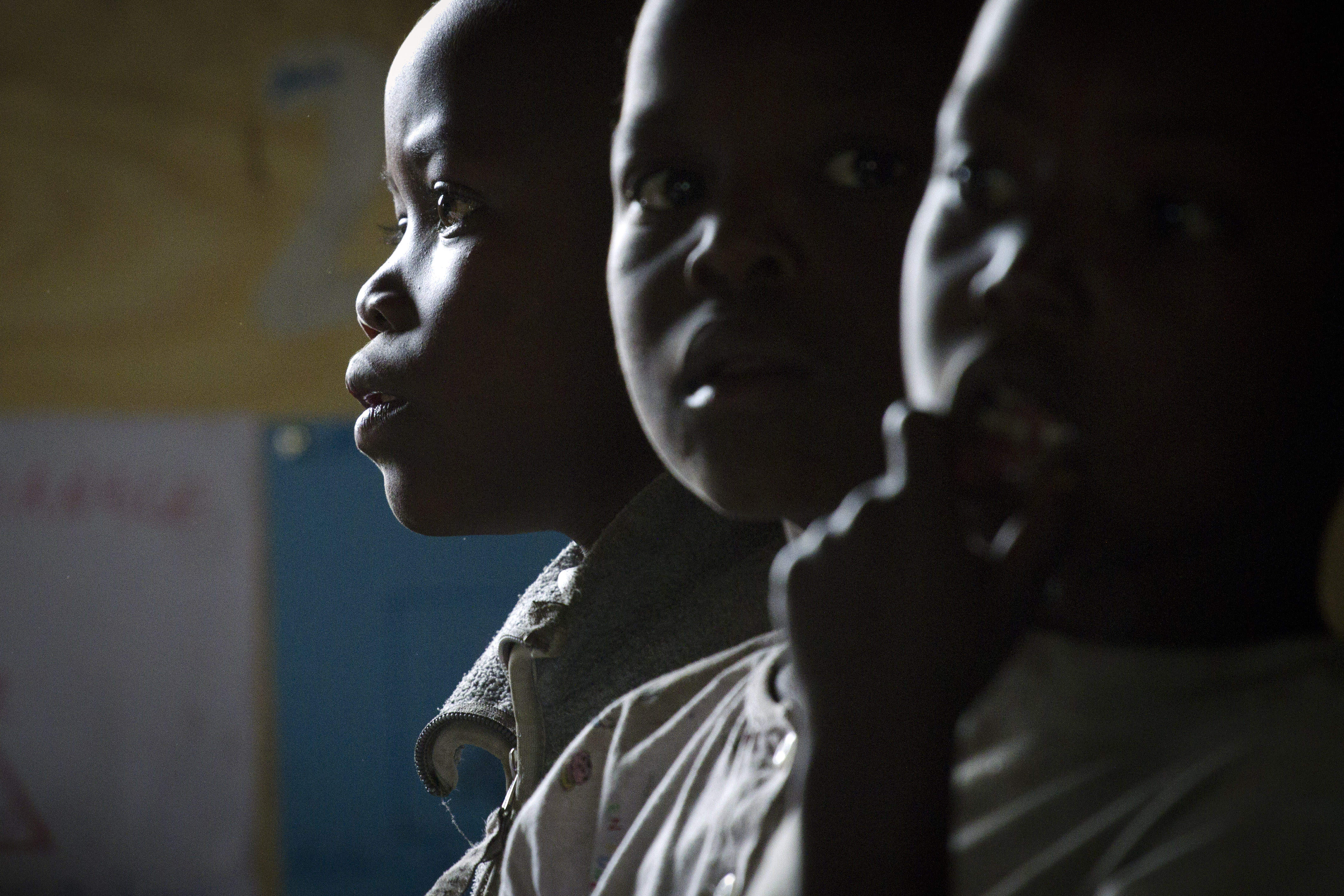
Giovani studenti congolesi della scuola elementare di Mugosi, nel campo per rifugiati di Kitschoro

Nel bacino nord-occidentale del fiume Congo si trova uno dei tre parchi nazionali che formano il Sangha Trinational, sito che fa parte del patrimonio dell'UNESCO. Gli altri due parchi appartengono a Camerun e Repubblica Centrafricana.

## Cultura

### Patrimoni dell'umanità
Il patrimonio culturale della Repubblica del Congo è testimoniato anche dalla presenza di alcuni siti iscritti nella Lista dei patrimoni dell'umanità dell'UNESCO.

### Produzione letteraria
Nell'ambito letterario ricordiamo la figura di Alain Mabanckou, che ha ottenuto diversi riconoscimenti.

### Musica
In ambito musicale un noto esponente del soukous (o rumba africana) è Aurlus Mabele.

## Sport
Lo sport nazionale è il calcio; sono diffusi anche il tennis, il basket ed il polo.

## Tradizioni e costumi
Molto particolari sono le tradizioni per commemorare i parenti defunti: si organizzano delle veglie funebri della durata di un paio di settimane (o anche più lunghe), in cui amici, parenti o semplici conoscenti si radunano per consumare pasti tipici e bevande (generalmente birra prodotta in Congo). Il tutto si svolge in un clima di euforia e dolore allo stesso tempo. Al contrario alla nascita di un bambino si resta quasi del tutto indifferenti.
Esistono, poi, due tipi di matrimonio: uno con cerimonia e sposa in abito bianco, del tutto simile a quelli celebrati nel mondo occidentale; l'altro, che non ha nessun valore legale, è il matrimonio di famiglia, paragonabile a quello che nel mondo occidentale si definirebbe un fidanzamento ufficiale, ma con la differenza che dopo la cerimonia i due possono vivere insieme come marito e moglie.

## Ricorrenza nazionale
- 15 agosto: Fête nationale: celebra l'indipendenza dalla Francia, nel 1960

## Gastronomia
Per cucina congolese si riferisce non solo alla cucina della Repubblica del Congo ma anche a quella della Repubblica Democratica del Congo.